# ISO 3166-2:DM
ISO 3166-2:DM è la specifica dello standard ISO 3166-2, parte della norma ISO 3166 dell'Organizzazione internazionale per la normazione (ISO), che definisce i codici per i nomi delle principali suddivisioni di Dominica (il cui codice ISO 3166-1 alpha-2 è DM).
Attualmente i codici coprono le 10 parrocchie. Iniziano con la sigla DM-, seguita da due cifre (02–11, in ordine alfabetico), prese dal codice FIPS 10-4 della parrocchia.

## Codici attuali
I codici e i nomi sono elencati nell'ordine standard ufficiale pubblicato dalla ISO 3166 Maintenance Agency (ISO 3166/MA).
| Codice | Suddivisione  |
| ------ | ------------- |
| DM-02  | Saint Andrew  |
| DM-03  | Saint David   |
| DM-04  | Saint George  |
| DM-05  | Saint John    |
| DM-06  | Saint Joseph  |
| DM-07  | Saint Luke    |
| DM-08  | Saint Mark    |
| DM-09  | Saint Patrick |
| DM-10  | Saint Paul    |
| DM-11  | Saint Peter   |

## Cambiamenti
I seguenti cambiamenti sono stati annunciati dalla ISO 3166/MA sin dalla prima pubblicazione della ISO 3166-2 nel 1998:
| Newsletter                                           | Data di pubblicazione | Descrizione del cambiamento                | Cambiamenti                          |
| ---------------------------------------------------- | --------------------- | ------------------------------------------ | ------------------------------------ |
| I-8 Archiviato il 30 marzo 2012 in Internet Archive. | 2007-04-17            | Aggiunta di suddivisioni e dei loro codici | Aggiunta suddivisione: 10 parrocchie |